# 山形敏之
山形 敏之（やまがた としゆき、1991年11月2日 - ）は、日本の俳優である。
劇団銅鑼所属。東京都葛飾区出身。身長169cm。

## 来歴
文学座付属養成所を経て2013年、銅鑼入団。

## 人物
特技はダンスと料理。

## 出演

### 舞台
- 『泣くな研修医』雨野隆治 役（演出：齊藤理恵子）[1]
- 『センポ・スギハァラ』ヨセフ 役（演出：平石耕一）[1]
- 『蝙蝠傘と南瓜』小林小太郎 役（演出：詩森ろば）[1]
- 『いのちの花』 男子高校生 役 （演出：齊藤理恵子）[1]
- 『花火鳴らそか ひらひら振ろか』大地 役　ひのき役（演出：松本祐子）[1]
- 短編集ー3つの短編を彩るー『ロング・グッド・バイ』シルヴァ 役（演出：磯村純）[1]
- 『池袋モンパルナス』靉光 役（演出：野﨑美子）[1]
- 『はるなつあきふゆ』男２ 役（演出：小山ゆうな）[1]
- 『チャージ』久保健太 役　（演出：西川信廣）[1]
- 『女三人のシベリア鉄道』森章 役（演出：野崎美子）[1]
- 『月から抜け出したくて』（演出：大西弘記）[2]

### 外部舞台
- Live Up Capsules『彼の男 十字路に身を置かんとす』永井 幸太郎 役 （演出：村田裕子）[1]
- Live Up Capsules『見晴らす丘の紳士』八十島親徳 役（演出：村田裕子）[1]
- Live Up Capsules『雷を振れり』志賀潔 役（演出：村田裕子）[3]
- Live Up Capsules『須く、一歩進む』（演出：村田裕子）[4]
- 演劇集団アトリエッジ『ちはやぶる神の国』（演出：田中寅雄）[1]
- 雷ストレンジャーズ『緑のオウム亭』（演出：小山ゆうな）[1]
- 演劇集団若人『天神さまのほそみち』男6 役（演出：松井範雄）[1]
- 首塚のリンゴ『ガダラの来訪者』木村/兄貴 役（演出：徳永達哉）[1]
- 劇団球『ＳＴＡＲＲＹ☆ＧＡＴＥ』仲間竜次 役『切羽ーSEPPAー』（演出：田口萌）[1]
- Lavinia『Peach Tom』（2015年11月）[1]
- 2nd Pit『その鉄塔に男たちはいるという』（演出：飯田浩志）[5]